# 54. lovski polk (Wehrmacht)
 Za druge 54. polke glej 54. polk.
54. lovski polk (izvirno nemško Jäger-Regiment 54) je bil lovski polk v sestavi redne nemške kopenske vojske med drugo svetovno vojno.

## Zgodovina
Polk je bil ustanovljen 1. aprila 1942 z reorganizacijo 54. pehotnega polka za potrebe 100. lovske divizije. Polk je bil februarja 1943 uničen v bitki za Stalingrad.
Iz ostankov polka in nadomestnimi enotami so ga ponovno organizirali na Hrvaškem.